# Williamson Glacier
Williamson Glacier är en glaciär i Antarktis. Den ligger i Östantarktis. Australien gör anspråk på området. Williamson Glacier ligger 399 meter över havet.
Terrängen runt Williamson Glacier är platt åt sydväst, men åt nordost är den kuperad. Trakten är obefolkad. Det finns inga samhällen i närheten.